# Ajuga reptans
La búgula (Ajuga reptans), conocida también como consuelda media, es una especie fanerógama perteneciente a la familia Lamiaceae.

## Descripción
Es una planta herbácea y perenne con estolones radicantes de 10-40 cm de longitud. Hojas, oblongas y opuestas. Flores pequeñas de color azul que se agrupan en densos racimos.
Distribución y hábitat

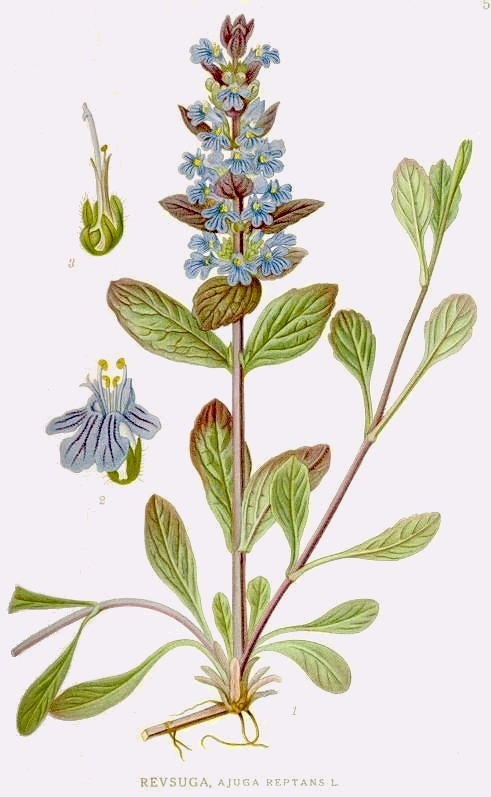
Ilustración

Es natural de Europa y norte de África extendiéndose hasta Irán, presente en Norteamérica y Australia. Se encuentra en praderas y en las lindes de bosques, en zonas frescas. No tolera los climas secos.

## Taxonomía
Ajuga reptans fue descrita por Carlos Linneo y publicado en Species Plantarum 2: 561. 1753.
Sinonimia
- Ajuga vulgaris Rouy in G.Rouy & J.Foucaud (1909), nom. illeg.
- Bugula decumbens Mill. (1768).
- Ajuga densiflora Ten. (1836), nom. illeg.
- Ajuga alpina Fr. (1842), nom. illeg.
- Ajuga hampeana A.Br. & Vatke (1872).
- Ajuga vulgaris subsp. abnormis Rouy in G.Rouy & J.Foucaud (1909).
- Ajuga vulgaris race candolleana Rouy in G.Rouy & J.Foucaud (1909).
- Ajuga abnormis (Rouy) Prain (1913).
- Ajuga candolleana (Rouy) Prain (1913).[3]
- Ajuga vulgaris var. stolonifera   (Jeanb. & Timb.-Lagr.) Rouy   [1909]
- Ajuga vulgaris var. breviproles (Borbás) Rouy [1909]
- Ajuga vulgaris var. bifera Gillot [1880]
- Ajuga vulgaris proles candolleana Rouy [1909]
- Ajuga vulgaris subsp. reptans (L.) Rouy [1909]
- Ajuga vulgaris subsp. nantii (Boreau) Rouy [1909]
- Ajuga stolonifera Jeanb. & Timb.-Lagr. [1879]
- Ajuga pyramidalis L. [1754]
- Ajuga nantii Boreau [1863]
- Ajuga breviproles Borbás [1899]
- Ajuga barrelieri Ten. [1835,1838]
- Teucrium reptans (L.) Crantz non Pourr. [1788]
- Bugula reptans (L.) Moench[4]

Nombre común
Búguea, búgula, bugula, consuelda media, corocha, sage verdadero o suelda.

## Propiedades
- Es diurético, estomacal, carminativo, cicatrizante, colagogo, astringente, antihemorroidal, vulnerario, febrífugo.[6]

 Aviso médico